# Figuren aus Kanon
Dies ist eine Liste der Figuren aus dem Computerspiel Kanon, welches durch verschiedene Medien übernommen wurde. Der Protagonist der Handlung ist Yūichi Aizawa, der mit den fünf weiblichen Heldinnen Ayu Tsukimiya, Nayuki Minase, Makoto Sawatari, Shiori Misaka und Mai Kawasumi involviert ist. Hinzu kommen weitere Figuren, die aber eine untergeordnete Rolle spielen und auch keine tiefere Beziehung zu Yūichi aufbauen.

## Hauptcharaktere

### Yūichi Aizawa
相沢 祐一, Aizawa Yūichi, gesprochen von Atsushi Kisaichi (Anime von 2002), Tomokazu Sugita (Anime von 2006, PSP-Spiel), Miwa Yasuda (als junger Yūichi)
Als Protagonist der Handlung ist er ein freundlicher und aus sich herausgehender Schüler der Oberstufe. Er hat keine Erinnerung an seine Vergangenheit, erlangt aber Stück für Stück diese Erinnerungen zurück, in denen er zumeist die Erfahrung macht, dass er in seiner Vergangenheit die Gefühle der ihn umgebenden Mädchen verletzt hat. Er hat leichte Probleme, mit der Sensibilität der Frauen umzugehen und treibt immer wieder kleine aber gemeine Späße mit diesen. Dennoch ist er gutmütig und schafft es mit Leichtigkeit neue Freunde zu finden.
Zu seinen Hintergründen und seiner Familie ist fast nichts bekannt, außer dass seine Eltern aus beruflichen Gründen im Ausland weilen und er daher bei seiner Tante im Haus der Familie Minase wohnen muss. Von diesem Punkt ausgehend begleitet er den Zuschauer durch die Handlung und geht je nach Handlungsabschnitt eine engere Beziehung mit den fünf weiblichen Hauptcharakteren ein. Seine Hintergründe und viele Teile seines Charakters wurden bewusst locker gefasst, damit sich der Spieler mit der Rolle identifizieren kann.

### Ayu Tsukimiya
月宮 あゆ, Tsukimiya Ayu, gesprochen von Yui Horie
Sie ist unter den weiblichen Charakteren die für die Handlung bedeutendste Persönlichkeit, welche in Form eines kleinen, energetischen, liebevollen und naiven „Engels“ (eine Art Geist der von normalen Menschen nicht unterscheidbar ist) die Handlung anstößt. In Gesprächen verwendet sie immer wieder das maskuline Personalpronomen boku (僕, dt. „Ich“), wenn sie von sich selbst spricht. Zu ihrer ungewöhnlichen Sprache gesellt sich der Laut ugū (うぐぅ). Jenen verwendet Ayu als Ausdruck eines bedrückenden Gefühls wie Frust oder Angst, den sie aber so oft verwendet, dass er einem Sprachfehler nahekommt.
Als wichtigste Heldin des Abenteuers zierte sie zusammen mit der etwas zurückstehenden Nayuki die offiziellen Cover von Key. Geschaffen wurde sie von dem Schreiber des Szenarios Naoki Hisaya. Kurz bevor er den ersten Entwurf der Handlung präsentieren wollte, erinnerte er sich daran schon immer eine Geschichte schreiben zu wollen in der ein Geist auf die Rückkehr des Protagonisten wartet. So verwarf er einen Teil seiner bisherigen Ideen und strickte schnell einen neuen Handlungsrahmen für Ayu zusammen. Dadurch wurde Ayu und ihr Handlungsabschnitt zur Grundlage von Kanon, was ihn im Verlauf der Produktion einige Sorgen bereitete, um die energetische Natur von ihr mit der Grundstimmung verknüpfen zu können. So entwickelten sich die Sprachfehler erst im Verlaufe der Schreibprozesses. Wie die meisten anderen Figuren wird auch Ayu durch ein Lieblingsessen – Taiyaki – charakterisiert.
Ihre äußerliche Erscheinung wurde von Itaru Hinoue entworfen. Sie hatte bei dem Entwurf keinerlei Auflagen zu erfüllen und bezeichnete Ayu als ihren Lieblings-Kanon-Charakter, die sie einen großen Dufflecoat tragen ließ, um ihre charakterliche Stärke zu symbolisieren. Dazu gesellten sich dem winterlichen Szenario entsprechende Handschuhe, die im Gegensatz zu ihren Shorts stehen. Die Inspiration für die Flügel und die engelhafte Erscheinung hatte sich Itaru auf einem Festival in Osaka besorgt. Im Entstehungsprozess wurden diese Flügel wieder entfernt, da man befürchtete, dass sie Teile der Handlung verraten würden. Dennoch setzte sich letztlich die Meinung durch, die am Rucksack befestigten Flügel wieder aufzunehmen. Ein weiteres bekanntes Markenzeichen von Ayu ist ihr roter Haarreif, der Yūichi den letzten notwendigen Hinweis liefert, um hinter ihr Geheimnis zu kommen.
Anfangs trifft Yūichi immer wieder mit der sich in den Geschäftsstraßen der Stadt auf ihn stürzenden Ayu zusammen. Sie verbringen immer wieder ein wenig Zeit miteinander und bauen langsam eine Freundschaft zueinander auf, während sie zusammen auf der Suche nach einem Ayu abhandengekommenen Gegenstand sind. Sie kann sich aber weder an dessen Aussehen noch den Ort des Verlustes erinnern. Yūichi überkommt dabei immer wieder das Gefühl, sie bereits zu kennen. Er wundert sich auch darüber, dass er die Schule, auf die Ayu angeblich geht, nicht kennt. Noch merkwürdiger findet er die Tatsache, dass Ayu keine Angehörigen zu haben scheint, obwohl sie dies bestreitet.
Als er unbedingt ihre Schule besuchen will, macht er sich zusammen mit Ayu auf den Weg. Sie laufen immer tiefer in den Wald hinein und finden sie auf einer Lichtung auf dem Stumpf eines einzelnen Baumes wieder. Daraufhin bricht der Engel Ayu in Tränen aus und muss ihn verlassen. Beim Anblick des Baumes kehren einige Erinnerungen zurück und er kann sich auch teilweise an die junge Ayu erinnern. So versucht er nach dem Verschwinden Ayus krampfhaft eine Engelsfigur zu finden, die er einst mit ihr zusammen vergraben hatte. Dabei erhält er Unterstützung von Nayuki und Jun, bis er letztlich den Engel findet. Von diesem inspiriert kann er sich wieder an den vermeintlichen Tod von Ayu erinnern und rennt mitten in der Nacht zu der Lichtung. Er wird von einem Schneesturm überrascht und schläft vor Erschöpfung auf einem Waldweg ein.
Am nächsten Morgen wacht er im Bett der echten Makoto Sawatari auf, die ihn zufällig gefunden hatte. Als er sich erholt und merkt, dass die beiden Makotos sich sehr ähnlich sind, kehrt er erneut zu der Lichtung zurück. Die erneut auftauchende Ayu äußert als dritten und letzten Wunsch, dass Yūichi sie für immer vergessen soll. Diesen lehnt er ab, woraufhin der Engel erneut entschwindet. Im Frühling des nächsten Jahres kommt es zu einem Gespräch zwischen ihm und Akiko. Sie hält ihn nun stark genug die Wahrheit zu ertragen und zeigt ihm das wahre tragische Schicksal von Ayu auf. Diese liegt seit ihrem Sturz vor sieben Jahren noch immer im Koma. Seit er dies erfahren hat, besucht er sie mit seinen Freunden regelmäßig im Krankenhaus. Sie versuchen sich so gut wie möglich um Ayu zu kümmern, bis Yūichi sich auch an sein Geschenk, einen roten Haarreif, erinnern kann. Diesen wollte er ihr bei ihrem ersten Abschied überreichen. Als er diesen in der Nähe des Baumes vorfindet und ihr aufsetzt, erwacht sie aus dem Koma. Noch geschwächt im Rollstuhl sitzend gesteht Ayu ihre Liebe zu Yūichi.

### Nayuki Minase
水瀬 名雪, Minase Nayuki, gesprochen von Mariko Kōda
Nayuki ist Yūichis Cousine, die bereits seit ihrer Kindheit in ihn verliebt ist. So ist sie umso mehr enttäuscht, dass er sich nicht an seine Vergangenheit erinnern kann, als er einst, unter Schock stehend, ihre Gefühle verletzte. Dennoch gibt sie sich alle Mühe, ihn in der Stadt herumzuführen und mit seiner neuen Schule vertraut zu machen. Dabei muss Nayuki immer wieder feststellen, wie Yūichi selbst kleine Versprechen bricht und sich mit den anderen Mädchen trifft.
Neben Shiori hat sie den ruhigsten aber auch verschlafensten Charakter. Sie benötigt eine ganze Armee von Weckern, um wach zu werden, was meist nicht vollständig gelingt. So taumelt sie im Halbschlaf ins Bad und schläft häufig am Frühstückstisch erneut ein. Dadurch ist sie häufig zu spät und ist gezwungen, zur Schule zu laufen, wodurch sie zur besten Läuferin der Schule wurde. Auch in der Schule schläft sie in den Nachmittagsstunden, trotz ihres Bestrebens wach zu bleiben, immer wieder ein. Sie erzählt wesentlich langsamer als die anderen Figuren, was diesen müden aber gemütlichen Eindruck weiter verstärkt. Zu Yūichis Verdruss berichtet sie immer wieder von Dingen, die so offensichtlich sind, dass sie nicht gesagt werden müssten.
Trotz ihres sehr erwachsenen Auftretens zeigt sie ihre kindliche Seite in ihrer Beziehung zu Erdbeereis, was sie über alles mag. Aber auch Tiere haben es ihr angetan und obwohl sie auf Katzen allergisch reagiert, kann sie sich jedoch nicht davon abhalten, sie dennoch zu streicheln. Mit der Aufnahme von Piro im Kreise der Familie führt dies unfreiwillig immer wieder zu komischen Situationen.
Bei einem schweren Autounfall wird ihre Mutter schwer verletzt und liegt seitdem auf der Intensivstation des Krankenhauses, wofür sich Nayuki die Schuld gibt, da Akiko gerade in ihrem Auftrag unterwegs war. So verbringt sie mit Yūichi lange Zeit im Warteraum des Krankenhauses und ihre sonst immer sehr freundliche, motivierende Persönlichkeit weicht einer tiefen Depression. Zu Hause schließt sie sich in ihrem Zimmer ein und schafft es bald nicht mehr, Yūichis vergangene Taten zu verdrängen und versucht ihn so weit wie nur möglich von sich fernzuhalten. Es liegt nun an Yūichi, sie wieder aus dieser Depression zu befreien, was ihm erst gelingt, nachdem er selbst einen Teil seiner Erinnerungen zurückgewinnt und feststellt, dass er einst ein Geschenk zerschlug und wortlos davonrannte. Monate später erholt sich Akiko vollständig von ihrem Unfall und der abreisende Yūichi lässt eine Nachricht auf Nayukis sprechender Uhr zurück, auf der er seine Liebe zu ihr gesteht.

### Makoto Sawatari
沢渡 真琴, Sawatari Makoto, gesprochen von Mayumi Iizuka

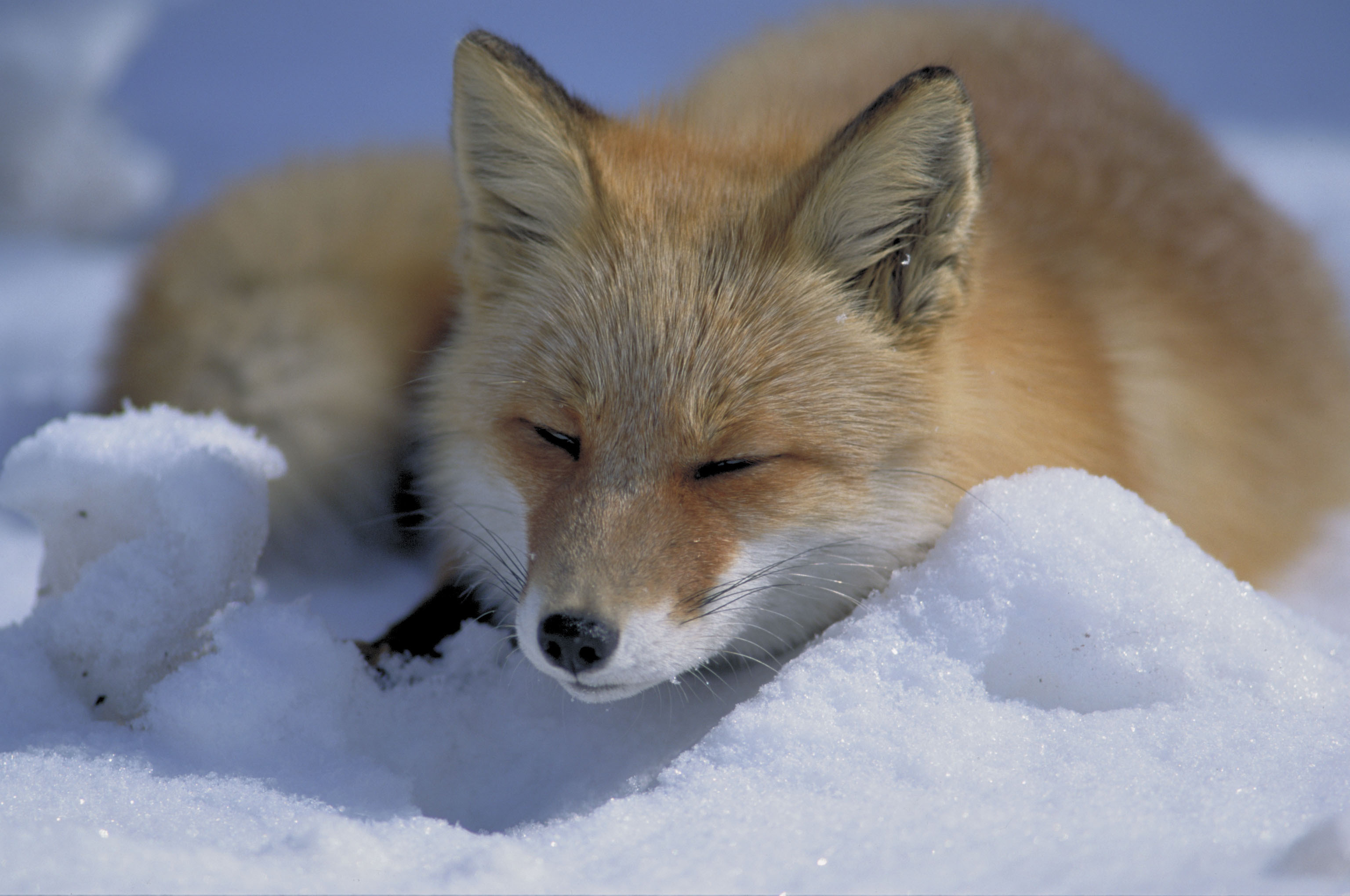
Der Charakter Makoto Sawatari wurde aufbauend auf den Sagen über die Kitsune entworfen.

Makoto ist die Wiedergeburt eines kleinen, verletzten Fuchses, den Yūichi zehn Jahre vor Beginn der Haupthandlung zurücklassen musste. In der Gegenwart taucht sie als Mensch hinter Yūichi auf, greift ihn an und bricht erschöpft zusammen. Er trägt sie zu seiner Gastwohnung zurück, wo sie wieder zu sich kommt und von Nayumi und Akiko umsorgt wird. Sie leidet an Amnesie, die durch ihre Verwandlung von einem Fuchs zu einem Menschen bedingt ist, und kann sich nur noch daran erinnern, auf Yūichi wütend zu sein. Einige Zeit später erinnert sie sich zumindest an ihren von der gleichnamigen Nebencharakterin Makoto Sawatari geborgten Namen, spricht von sich selbst jedoch zumeist in der dritten Person.
Makoto besitzt keinerlei Erfahrung vom alltäglichen Leben der Menschen und es fällt ihr schwer, sich in das soziale Gefüge einer Familie einzuordnen. Dennoch spielt sie Yūichi des Nachts immer wieder Streiche, die selbst Nayuki aus ihrem tiefen Schaf erwecken. Nach und nach versteht sie sich mit Yūichi immer besser und schafft es auch, sich in die Familie zu integrieren. Als ein Streit über Piro, eine kleine ihr zugelaufene Katze, die sie rücksichtslos von einer Brücke warf, eskaliert, bleibt Makoto dem Haus der Minases fern. Besorgt um Makoto begibt sich Yūichi auf die Suche nach ihr und kann sie schließlich auf dem Monomi-Hügel zusammen mit Piro vorfinden.
Infolge der Strapazen liegt Makoto mit hohem Fieber im Bett. Das Wunder der Inkarnation hat nämlich den Nebeneffekt, dass sie bei diesen Fieberschüben immer mehr ihres menschlichen Egos einbüßt. Schon bald kann sich Makoto nicht mehr alleine die Zähne putzen und auch die Essstäbchen nicht mehr richtig handhaben. Sie verliert immer mehr ihrer menschlichen Eigenschaften und verfällt in den geistigen Zustand eines Kleinkindes. So gibt sie bald nur noch den Laut Aū (あうぅ) in verschiedenen Varianten von sich, um ihre Gefühle auszudrücken.
In gemeinsamer Arbeit versuchen die Mitglieder des Hauses, Makoto die verbleibende Zeit so angenehm wie möglich zu gestalten. Dennoch fühlt sich Makoto nur in den Armen von Yūichi wirklich wohl und äußert den Wunsch, ihn zu heiraten. Kurz vor dem Ende ihres Daseins trägt Makoto zwei kleine Glocken an ihrem Handgelenk. An diesen spielt sie oft wie eine kleine Katze herum und erfreut sich an deren Klang. Sie verliert jedoch mit der Zeit immer mehr ihrer kognitiven Fähigkeiten und an Kraft, so dass selbst dies ihr am Ende nicht mehr gelingt. Als nach einem weiteren Fieberschub ihr letzter Tag gekommen scheint, nimmt Yūichi sie mit auf den Monomi-Hügel, wo er sie in einer improvisierten Hochzeit ehelicht. Im Gegensatz zu den Sagen verwandelt sich Makoto jedoch in keinen vollwertigen Menschen, sondern schläft in seinen Armen ein – bevor sie verschwindet.

### Shiori Misaka
美坂 栞, Misaka Shiori, gesprochen von Hiroko Konishi (DC- und PS2-Spiel), Akemi Satō (Anime, PSP-Spiel)
Shiori besitzt seit ihrer Geburt einen schwachen Körper und ist somit sehr anfällig für Krankheiten. Sie besitzt eine sehr ruhige, leise Stimme und ist die einzige weibliche Hauptfigur, der Yūichi nicht bereits in seiner Vergangenheit begegnet ist. Trotz ihres ruhigen Wesens ist sie jedoch sehr geschickt in ihrer Argumentation und versucht durch ironische Anspielungen ein Gefühl von Stärke zu propagieren. Obwohl sie eine Schülerin im ersten Jahrgang ist, besuchte sie seit der ersten Klasse der Oberstufe nicht mehr die Schule.
Während des Unterrichts wird sie von Yūichi auf dem Hinterhof der Schule bemerkt. Shiori verschweigt ihm gegenüber ihre Krankheit und gibt sie als eine lang anhaltende Erkältung aus. Seitdem trifft sie sich nahezu regelmäßig mit Yūichi, wird aber nach kürzeren Konversationen immer wieder von ihm nach Hause geschickt, um sich zu kurieren. In den Gesprächen berichtet sie ihm von ihrer Liebe zur Schauspielerei und erfindet ständig neue Gründe und Ausreden, um sich aus der Realität zu flüchten.
Sie ignoriert weitestgehend die Situation, dass ihre Schwester Kaori Misaka ihre Existenz verneint und ihr Leben in akuter Gefahr ist. Yūichi erfährt jedoch von der Prognose der Ärzte, die Shiori nur noch Hoffnung machen, ihren nächsten Geburtstag zu erleben. Er beschließt auf einer vorgezogenen Feier die beiden Schwestern miteinander zu versöhnen. Auf dieser gelingt es Kaori, die zu Shiori aufgebaute Barriere zu überwinden und sie nicht mehr zu verleugnen. Noch am selben Tag trennen sich nach einem Kuss die Wege von Yūichi und der ins Krankenhaus eingewiesenen Shiori. Nach längerem Aufenthalt und in Begleitung ihrer Schwester wird sie letztlich wie durch ein Wunder geheilt.

### Mai Kawasumi
川澄 舞, Kawasumi Mai, gesprochen von Yukari Tamura
Mai ist eine Mitschülerin von Yūichi, die sich bereits im dritten Jahrgang, dem Abschlussjahr der Oberschule, befindet.  Sie verfügt über magische Tränen, die tödliche Krankheiten heilen können. Jedoch wendet sie diese nicht an, da sie in ihrer Vergangenheit dafür verachtet wurde. Die Nächte verbringt sie in den Fluren der Schule, wo sie mit einem Schwert bewaffnet auf auftauchende Dämonen wartet. Ihre beste Freundin ist Sayuri Kurata, mit der sie die meiste Zeit zusammen in der Schule zubringt. Dennoch verrät sie Sayuri nichts von ihrem nächtlichen Aufenthalten. Generell ist sie extrem introvertiert und kaum zu einem Wort zu überreden. So beschränkt sich ihre Kommunikation zumeist auf sehr kurze und gleichgültige Antworten.
Als Yūichi die Schulaufzeichnungen von Nayuki in der Schule vergisst, muss er diese mitten in der Nacht holen. Im Flur der Schule trifft er auf Mai, die durch ihren ungewöhnlichen Auftritt Yūichis Interesse weckt. In den nächsten Tagen trifft er sich häufiger mit Mai und ihrer Freundin. Nachts bringt er der hungrigen Mai Essen vorbei in der Hoffnung, sie in Gespräche zu verwickeln. Immer wieder beobachtet er sie auf der Jagd nach den zunächst für ihn nicht sichtbaren Dämonen. Ganz allmählich kommen sie sich in den nächtlichen Gesprächen näher, auch wenn Mai wortkarg bleibt und selbst während der Mahlzeiten nicht von ihrem Schwert loslässt. Da Mai kaum spricht, versucht er immer wieder sie mit gezielten Provokationen aus der Reserve zu locken, so dass sie zumindest mit „ja“ oder „nein“ antworten muss.
Mais Reputation in der Schule erreicht einen Tiefpunkt, als sie erneut bei ihrer Jagd die Fenster der Schule zerstört. So lädt Yūichi sie zu einem Ball der Schule ein, auf dem sie durch ihr Tanztalent für respektvolle Anerkennung sorgt. Plötzlich tauchen jedoch die Dämonen während der Veranstaltung auf und attackieren die Gäste. Sie werden aber nur von Mai und Yūichi richtig wahrgenommen. Während der Auseinandersetzung wird ihre Freundin Sayuri von einem der Dämonen verletzt und Mai scheint in den Augen der Anwesenden das Mobiliar zu zerlegen, bis es ihr letztlich gelingt, die Dämonen zu töten. Als sie dann endgültig von der Schule geworfen werden soll, gelingt es Yūichis Freund Jun Kitagawa, einem der Organisatoren des Balles, die Aktion als Teil der Veranstaltung auszulegen.
Obwohl sie glaubten, auch den letzten der Dämonen besiegt zu haben, wird Yūichi erneut von einem Dämonen angegriffen. Bei dieser Auseinandersetzung erkennt er, dass sie ein Nebeneffekt von Mais eigenen übernatürlichen Kräften sind. In dem Moment, wo er ihr es zu erklären versucht, kann Mai dem Druck nicht mehr standhalten und ersticht sich selbst. Im Sterben liegend, materialisiert sich ein Teil ihrer Kräfte in Form der jungen Mai, der er versichert, dass er sie nie wieder allein zurücklassen werde. So rettet sich Mai mit Hilfe ihrer eigenen Fähigkeiten und gewinnt wieder ihren Glauben, mit dieser Macht in Einklang leben zu können. Anschließend muss Mai eine gewisse Zeit im Krankenhaus zubringen, wo sie mit ihrer Freundin Sayuri ein Zimmer teilt. Im Frühling des nächsten Jahres schaffen Mai und Sayuri gemeinsam ihren Abschluss.

## Nebencharaktere

### Akiko Minase
水瀬 秋子, Minase Akiko, gesprochen von Yūko Minaguchi
Akiko ist die Mutter von Nayuki, sowie Yūichis Tante mütterlicherseits und spielt in ihrem Handlungsabschnitt eine wichtige Rolle, da sie die einzige Bezugsperson ihrer vaterlosen Tochter ist. Sie besitzt einen nicht genannten Beruf und kümmert sich um das Haus der Minases. Neben der Zubereitung des Essens verschiedenster Art ist sie für ihre besondere hausgemachte Marmelade bekannt, die sie jedem Gast anbietet. Sie ist aber auch die einzige Person, die diese Marmelade als genießbar empfindet. Auf Außenstehende macht sie einen recht sorglosen Eindruck, kann keine Bitte ablehnen und trifft wichtige Entscheidungen innerhalb einer Sekunde. So nimmt sie ohne weiteres Nachfragen Ayu und Makoto in den Haushalt auf und hinterlässt einen im Umgang mit übernatürlichen Phänomenen vertrauten Eindruck. Stets lächelnd sieht sie großzügig über die Fehler anderer hinweg und scheint weder Wut noch Ärger zu kennen.

### Kaori Misaka
美坂 香里, Misaka Kaori, gesprochen von Ayako Kawasumi
Kaori ist die Schwester von Shiori und besucht zusammen mit Nayuki und Jun dieselbe Klasse, zu der später auch Yūichi hinzustößt. Sie wird als sehr klug beschrieben und kennt sich als Klassensprecherin bestens innerhalb der Schule und mit den Bewohnern der Stadt aus. Dem in sie verliebten Jun gegenüber zeigt sie häufig ihre kühle Seite und benutzt ihn immer wieder als „Träger“ ihrer Sachen. Zu ihrer Schwester hatte sie anfangs eine sehr innige Beziehung, kann aber nicht mit dem Gedanken umgehen, dass Shiori bald sterben könnte. Sie flüchtet seit dem dritten Schuljahr vor diesem Alptraum und verneint die Existenz ihrer Schwester in der Hoffnung, dass ihr dadurch der Abschied leichter falle. Dennoch steht sie immer wieder in den Pausen am Fenster der Schule und beobachtet Shiori. Es fehlt ihr aber an Mut, sich ihrer Schwester zu stellen. Erst auf einer von Yūichi kurz vor Shioris möglichem Tod initiierten Feier gelingt ihr die Überwindung der aufgebauten Barriere. Seitdem normalisierte sich die Beziehung zwischen den Geschwistern.

### Sayuri Kurata
倉田 佐祐理, Kurata Sayuri, gesprochen von Tomoko Kawakami
Sayuri ist Mais einzige Freundin und die Tochter einer reichen Familie. Sie versucht sich immer als freundlich und hilfsbereit zu geben und verwendet oft eine sehr formale aber höfliche Sprache. Ihre Freundin versucht sie dabei stets zu unterstützen und ignoriert die Dämonen, die von Mai ausgehen, vollständig.
Obwohl Sayuri ein Nebencharakter ist, geht die Handlung tiefer auf ihre Hintergrundgeschichte und den Beginn ihrer Freundschaft zu Mai ein. Dabei wird von der strikten Erziehung durch ihren Vater und die Geburt ihres jüngeren Bruders Kazuya berichtet. Aber auch, wie sie den Entschluss fasste, genauso streng zu ihrem Bruder zu sein, wie ihr Vater ihr gegenüber sich verhielt. Jedoch entwickelte sich Kazuya nur sehr langsam und konnte auch im Kindergarten noch keine Worte sprechen. Von Sayuri wenig unterstützt und fast nie lächelnd wurde er krank. Kurz vor seinem Tod versteht sie ihren Fehler und beginnt das erste Mal in ihrem Leben mit ihm zu spielen. Seit seinem Tod spricht sie von sich in der dritten Person.
Nachdem sie im Handlungsabschnitt von Mai durch einen der Dämonen schwer verletzt wurde, ergeben sich im Spiel verschiedene alternative Enden die mit Sayuri in Beziehung stehen. So gibt es ein Ende, an dem sie mit Mai und Yūichi eine Essensschlacht austrägt und sie ihr künstliches Lächeln ablegt.

### Mishio Amano
天野 美汐, Amano Mishio, gesprochen von Maaya Sakamoto
Sie taucht hauptsächlich innerhalb des Handlungsbogens von Makoto auf und ist eine zunächst mysteriös wirkende Schülerin, die Yūichi näher beobachtet. Amano hatte zuvor die Wiedergeburt eines Kitsune erlebt und musste dessen tragisches Ende mit ansehen. Seitdem zeigt sie äußerlich nur wenig Emotionen. Als sich der Zustand von Makoto erstmals verschlechterte, warnt sie Yūichi vor Makoto, ohne auf die Hintergründe einzugehen. Da sie aber bereits Erfahrung im Umgang mit den Kitsune besitzt, kann sie direkt zwischen den übernatürlichen Wesen und Menschen unterscheiden und es gelingt ihr, Makoto durch gezieltes Nachfragen, bei dem Teile der frischen Erinnerungen Makotos zurückkehren, länger am Leben zu erhalten. Dennoch rät sie ihm, langsam aber sicher von Makoto Abschied zu nehmen, da ein schlechtes Ende unausweichlich sei.

### Jun Kitagawa
北川 潤, Kitagawa Jun, gesprochen von Tomokazu Seki
Er ist eine der wenigen männlichen Figuren in Kanon der zu einem guten Freund von Yūichi wird. Zusammen reißen beide häufig merkwürdig übertriebene Witze, wie etwa, dass sie jeden Tag die gleichen Sachen anhaben, was aufgrund der Schuluniformen logischerweise immer der Fall ist. Er taucht immer wieder in kleineren Nebenrollen auf und ist hoffnungslos in Kaori Misaka verliebt, die seine Gefühle ignoriert und ihn zum „Träger“ ihrer Sachen abkommandiert. Als Freund steht er Yūichi bei und nimmt auch gerne die Schuld auf sich, wenn einer der Freunde von Yūichi in Bedrängnis gerät.